# Jaibol

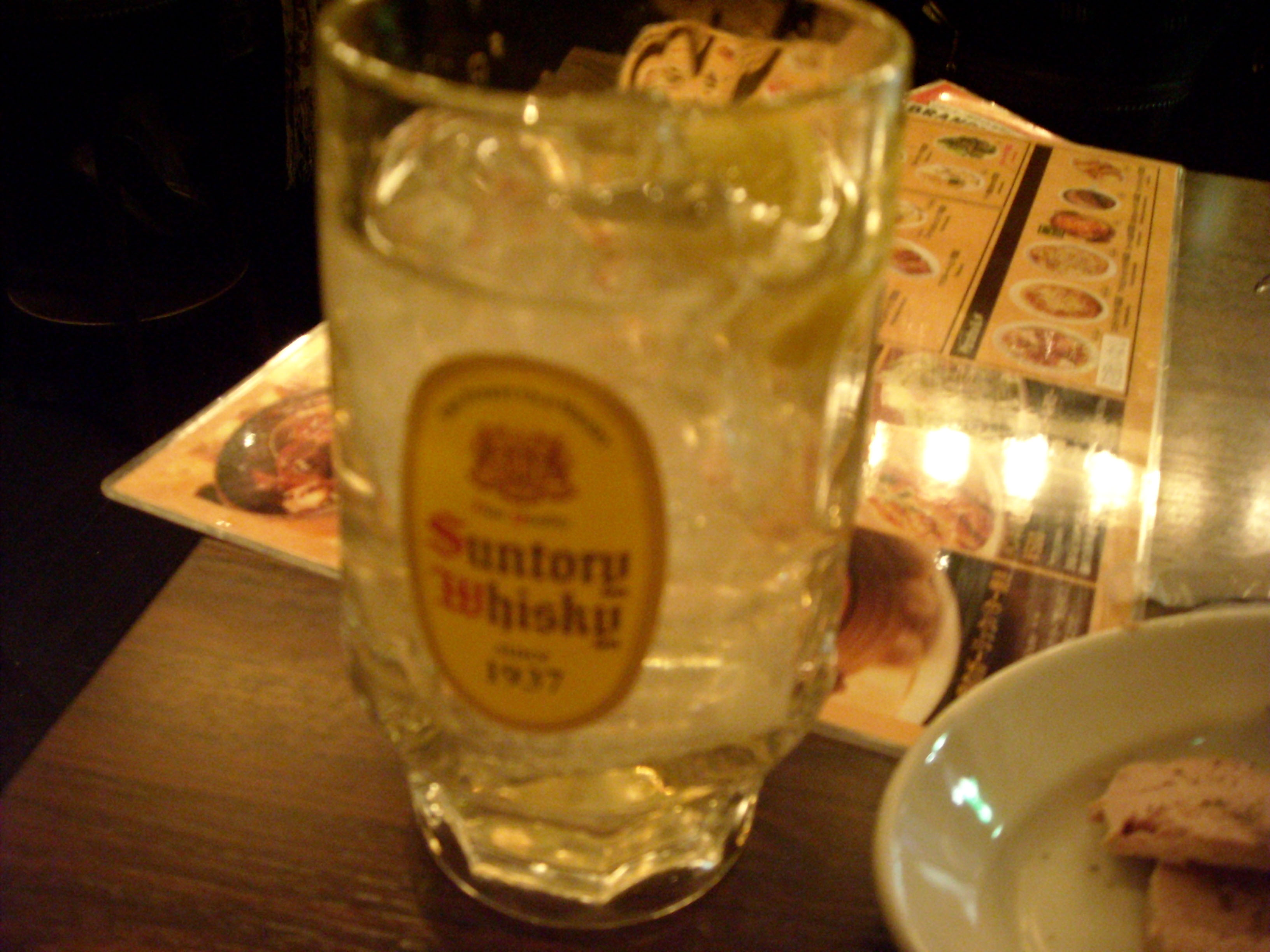
Highball (Kaku alto limón)

Del inglés Highball y en españa jáibol (cubatas, o en Asturias y parte de Andalucía también cacharros) se le llaman en coctelería a las consumiciones que combinan un refresco (mezcla) con una bebida alcohólica (espíritu), se suelen servir en vasos altos con mucho hielo siendo el más conocido la mezcla de whisky escocés y agua carbonatada. 
Tradicionalmente los combinados se han mezclado a mano en hostelería, aunque ahora también se pueden adquirir en botellas como bebida envasada industrialmente. Este producto se compone de una bebida refrescante y un licor de baja graduación, y se suele presentar en botellines de 275 ml o 330 ml para su consumo directo. 
El lanzamiento de los combinados con alcohol, internacionalmente denominados Ready to drink supone un efecto dinamizador para el sector de los licores que van dirigidos sobre todo a jóvenes de entre 25 y 30 años. En España hay multinacionales que han aprovechado el potencial turístico del país para introducirlos primero en Baleares y Canarias, mercados que han servido como campo de pruebas, y extenderlo posteriormente a la península.
En el ámbito internacional, los combinados con alcohol también han conquistado su cuota de mercado siendo los principales países consumidores, por este orden, Estados Unidos, Japón, Reino Unido, Rusia y Australia.[cita requerida]

## Etimología
Proveniente del inglés highball, posiblemente debido a los vasos altos donde se sirve la bebida. Alternativamente, pudo haber provenido del nombre de un tipo de señalización utilizada en antiguos ferrocarriles de Estados Unidos.

## Combinaciones populares
Algunos de los principales sabores comercializados son:
- Vodka con limón
- Whisky escocés con cítricos
- Absenta con limón
- Licores con sabor a frutas
- Tequila con limón
- Ron con miel con limón
- Ron con cola (cubalibre)
- Bourbon con cola y cítricos